# Robert Hankers

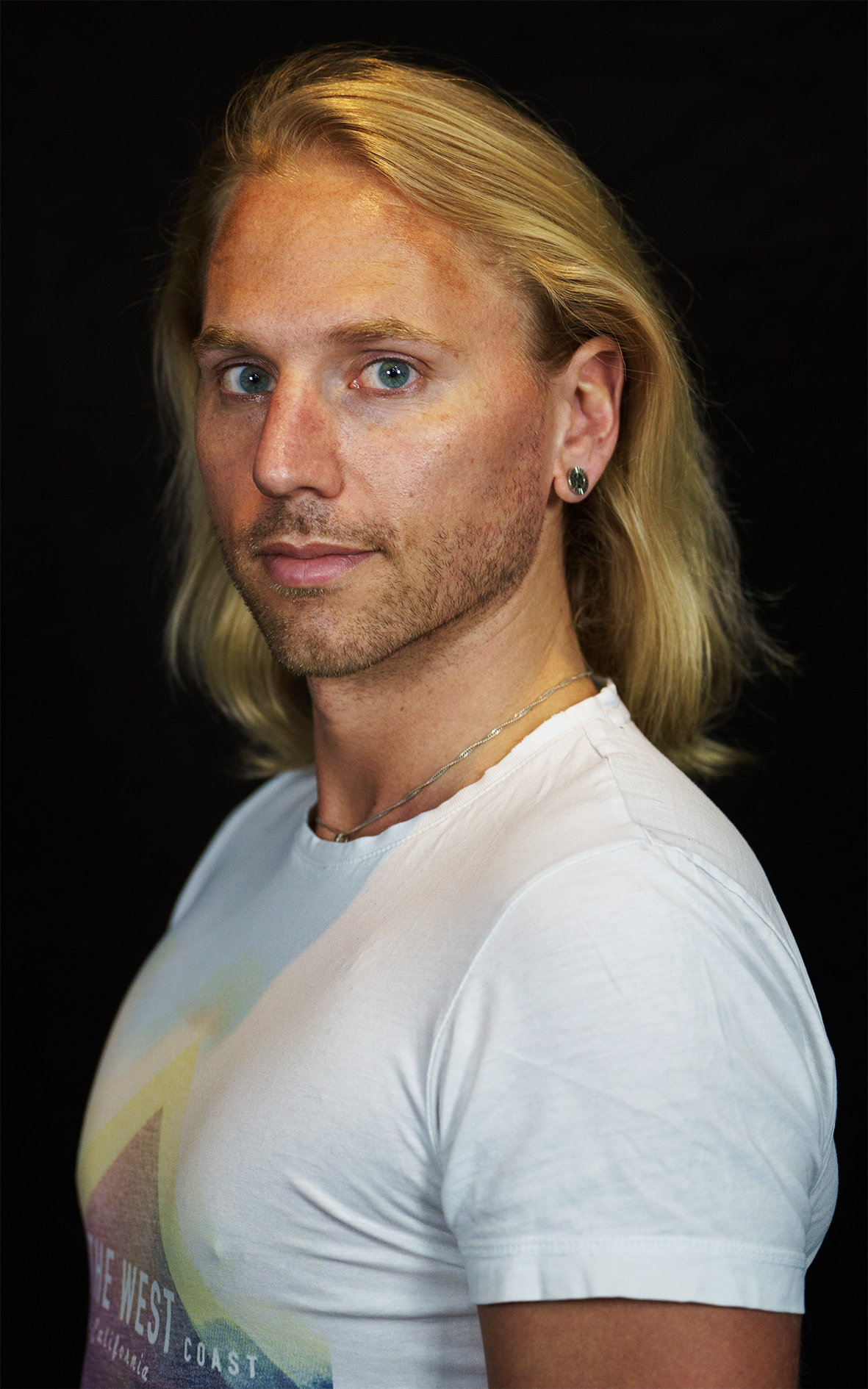
Robert Hankers, 2023

Robert „Rob Laser“ Hankers (* 20. September 1987 in Braunschweig) ist ein in Hamburg ansässiger deutscher Musiker und Schauspieler. Er ist Bassist, Sänger und Gründungsmitglied der deutschen Heavy-Metal-Band Night Laser. Weiterhin ist er bekannt als Darsteller in Musikvideos, sowie als Musical- und Kleindarsteller für Oper, Theater, Film und Fernsehen.

## Biografie
Robert Hankers wurde 1987 in Braunschweig geboren. Bereits ab seinem dritten Lebensjahr hatte er Kurse in musikalischer Früherziehung und Rhythmik. Später lernte er Blockflöte und klassische Klarinette und erste Grundlagen des Schlagzeugspiels. Während seiner Schulzeit an der Neuen Oberschule (NO) in Braunschweig gründete Hankers im Jahr 2001 mit Schulfreunden eine Punk-Rock Band, mit der ein Album in Eigenproduktion veröffentlicht wurde. Als Autodidakt für Bass und Gesang legte Hankers hier seine ersten Grundlagen für seine spätere Karriere. Nachdem Hankers das Schuljahr 2014/2015 in den USA verbracht hatte, wurde er nach seiner Rückkehr von Schulfreunden für ein anderes Projekt engagiert. Gemeinsam gründeten sie die Band Die By Day und tourten zwischen 2005 und 2010 für über 80 Konzerte durch Deutschland. In der Zeit veröffentlichten Die By Day 3 Demo-CDs und ein Studioalbum in Eigenregie. Zum Ende dieser Zeit wurde Robert von seinem Bruder, Benno Hankers, gefragt, ob er in einem 80er Glam-Metal-Projekt mitspielen würde. Benno war zu der Zeit bereits Sänger in der neuen Formation, aber ein Bassist wurde dringend gesucht. Aus diesen Anfängen formierte sich später die Band Night Laser, deren Bassist Robert bis heute ist.
Nach seinem Abschluss als Master of Science Elektrotechnik an der TU Braunschweig im Jahr 2016 verlagerte Hankers seinen Wohnsitz nach Hamburg, um sich auf seine künstlerische Karriere zu fokussieren. Hier entdeckte er auch seine Leidenschaft zum Theater- und Opernschauspiel. Neben diversen Einsätzen als Schauspieler bei den Salzburger Festspielen wirkte Robert als Stacee Jaxx im Musical Rock of Ages der Musical Company Pinneberg mit. Weitere Auftritte hatte er bei Produktionen wie SOKO Wismar oder Die Pfefferkörner.
Mit Night Laser veröffentlichte Hankers bisher vier Studioalben. Nebenberuflich ist er als Ingenieur und Model tätig.

## Trivia
- Der jüngere Bruder von Robert, Benno Hankers, ist mit ihm zusammen einzig verbleibendes Gründungsmitglied der Band Night Laser und dort als Sänger und Songwriter aktiv.[1]
- Gemeinsam organisieren Benno und Robert auch die Laser Night, ein jährlich stattfindendes Heavy-Metal-Festival in Braunschweig und Hamburg, bei dem in der Vergangenheit bereits Bands wie Iron Savior, Mob Rules oder Fighter V auf dem Billing standen.[6]
- Robert ist seit 2022 als Schauspieler bei den Salzburger Festspielen engagiert und hat dort diverse Produktionen als Kleindarsteller und Komparse gespielt.

## Diskografie
Die By Day
2007: And Here We Are... (Demo)
2008: To the Bone (Unplugged)
2010: Night's Embrace
Nightlife
2011: Unchained (EP)
2012: Last Christmas (WHAM!-Cover)
2012: Display of Splendör
Night Laser
2014: Fight For The Night
2017: Laserhead
2020: Power to Power
2024: Call Me What You Want

## Videografie

### Film und Fernsehen
- To Taste Blood (2015) – Hauptdarsteller/Antagonist[17]
- Fellows (2016)  – Donnerkind[18]
- Soko Wismar – Tod einer Hebamme (2022)[19]
- Broke.Alone (2024) – Sänger[20]

### Musikvideos
Mit Nightlife
- Last Christmas (2012)[21]
- Hear My Guitar (2012)[22]
- Backseat Rock (2013)[23]
- Feels So Wrong (2013)[24]
- Promised Land (2014)[25]

Mit Mofapolice
- Friend or Fool (2016)[26]

Mit Bucketlist
- God Rest Ye Merry Gentlemen

Mit Night Laser
- Hear My Guitar[22]
- Promised Land[25]
- Chaos Crew[27]
- Laserhead[28]
- Street King[29]
- Power to Power[30]
- The Game[31]
- Prime Minister (of Rock'n'Roll)[32]
- Bittersweet Dreams[33]
- Way To The Thrill[34]
- Don't Call Me Hero[35]
- Travelers in Time[36]

## Oper und Theater
- Hauptrolle Stacee Jaxx, "Rock of Ages", Musical Company Pinneberg (2022)
- "Oper für Kinder – Teufel" (2022), Salzburger Festspiele
- "Figaro" (2023) – Salzburger Festspiele
- "Die griechische Passion" (2023) – Salzburger Festspiele
- "Don Giovanni" (2024) – Salzburger Festspiele